# Johann Dientzenhofer
Johann Dientzenhofer (* 25. Mai 1663 in St. Margarethen bei Brannenburg, Kurfürstentum Bayern; † 20. Juli 1726 in Bamberg) war ein Baumeister und Architekt der Barockzeit.

## Herkunft und Familie

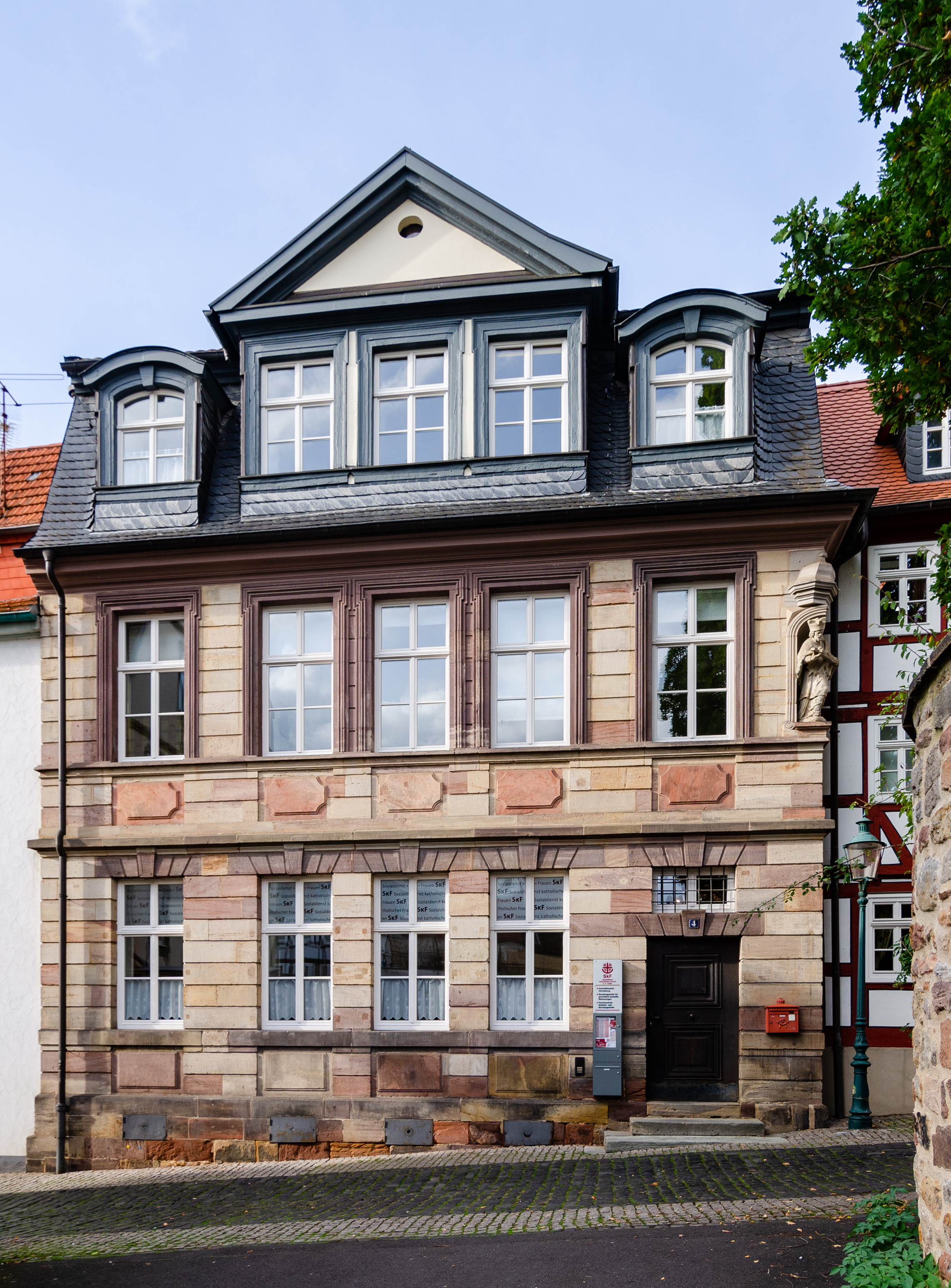
Wohnhaus Johann Dientzenhofers (1710) in der Rittergasse 4, Fulda

Johann Dientzenhofer war das jüngste Kind des Bergbauern Georg Dientzenhofer und der Barbara, geborene Thanner. Da die Familie arm war, musste er sich mit seinen älteren Geschwistern auf die Arbeitssuche begeben. Er wurde ein erfolgreicher Baumeister, der zusammen mit seinen Brüdern Georg, Christoph, Leonhard, Wolfgang und seinem Neffen Kilian Ignaz die bekannte Künstlerfamilie der Dientzenhofer bildete.

## Leben
Mit 15 Jahren ist Johann Dientzenhofer in Prag nachweisbar, da er 1678 an der Hochzeit seiner 18 Jahre älteren Schwester Anna mit Wolfgang Leuthner, einem Verwandten des Baumeisters Abraham Leuthner, anwesend war. Es wird vermutet, dass er in Prag bei seiner Schwester wohnte, bei Abraham Leuthner und Carlo Lurago oder Jean Baptiste Mathey das Maurer- und Steinhauerhandwerk erlernte und danach bei seinem acht Jahre älteren Bruder Christoph als Polier tätig war. Jedenfalls zeigen seine eigenen Bauwerke eine enge Verwandtschaft mit den Bauwerken Christophs. Für 1685 ist er noch in den Matrikeln der Kirche Maria unter der Kette auf der Prager Kleinseite eingetragen. In Prag hat er vermutlich auch geheiratet.
Etwa 1696 wurde Johann Dientzenhofer von seinem mit Aufträgen reich eingedeckten Bruder Leonhard nach Bamberg gerufen, wo er als Polier beim Bau auf dem Michelsberg Beschäftigung fand und 1698 als Maurermeister das Bamberger Bürgerrecht erwarb. Im selben Jahr ermöglichte ihm der Bamberger Fürstbischof Lothar Franz von Schönborn eine Studienreise nach Italien.
Nach seiner Rückkehr wurde Johann Dientzenhofer am 4. September 1700 auf Empfehlung des Bamberger Fürstbischofs vom Fuldaer Fürstabt Adalbert von Schleifras zum fürstäbtlichen Stiftsbaumeister ernannt. Gleichzeitig erhielt er den Auftrag für den Neubau der Fuldaer Hochstiftskirche, die 1712 geweiht wurde. Sie konnte erst ab 1752 als Dom bezeichnet werden, nachdem der Fürstabt Bischof geworden war. In den Fuldaer Jahren gestaltete Dientzenhofer das Stadtschloss im barocken Stil um und erbaute nach eigenen Plänen die Sommerresidenzen Bieberstein und Geisa. In der Fuldaer Rittergasse 4 erbaute er für sich und seine Familie ein Wohnhaus im Barockstil. Bis 1707 lebte und arbeitete er in Fulda.
Nach dem Tode seines Bruders Leonhard bewarb sich Johann am 30. November 1707 beim Bamberger Fürstbischof Lothar Franz von Schönborn um die frei gewordene Hofbaumeisterstelle, die ihm allerdings offiziell erst 1711 zugesprochen wurde, obwohl er schon seit 1708 Bamberger Aufträge ausgeführt hatte. In dieser Position reiste er 1713 über Prag nach Wien, um die Pläne für Schloss Weißenstein in Pommersfelden mit Johann Lucas von Hildebrandt zu besprechen.
Zu seinen großen Aufträgen gehörten die Errichtung der Schlösser Weißenstein bei Pommersfelden und Reichmannsdorf bei Bamberg sowie Umbauarbeiten an der Bamberger St.-Michaels-Kirche. Auf Empfehlung seines Fürstbischofs war er von 1720 bis 1723 am Bau der Würzburger Residenz unter Balthasar Neumann tätig, dem er vermutlich die Prager Formen seines Bruders Christoph vermittelt hat.
Neben seinem architektonischen Schaffen entwarf er 1714 für die Klosterkirche Banz die Kanzel und sechs Altäre, die von Balthasar Esterbauer gefertigt wurden.
Trotz Erfolg und Vertrauenswürdigkeit war Johann Dientzenhofer nicht sehr geschäftstüchtig. Durch zu niedrige Kostenvoranschläge entstanden ihm mehrmals finanzielle Verluste, für die er vertragsgemäß selbst haften musste. Als er 1726 starb, waren seine Kinder und seine Witwe Maria Eleonore, die ihn um neun Jahre überlebte, nicht gut versorgt. Das Baugeschäft wurde von seinem Sohn Justus Heinrich Dientzenhofer weitergeführt.

## Bauwerke
- Für den Fürstabt von Fulda:
  - Dom zu Fulda (1704–1712)
  - Fuldaer Stadtschloss (1707–1712)
  - Schloss Bieberstein (1709)
  - Schloss Geisa (1700–1714)
- Für den Fürstbischof von Bamberg:
  - Schloss Weißenstein bei Pommersfelden (1711–1718)
  - Schloss Reichmannsdorf (1714–1719)
- Für andere Auftraggeber
  - Bad Kissingen: Neues Rathaus (1709)
  - Bamberg
    - Palais Rotenhan (1711–1718)
    - Bibra Palais (1714–1716)
    - Lustschloss Aufseßhöflein (1723–1728)

  - Stegaurach: Böttingersches Landhaus (1725)
  - Holzkirchen: Kloster Holzkirchen Evtl. Entwürfe. Kurz vor seinem Tod erhielt Dientzenhofer 1726 eine Anfrage zu einem neuen Kirchenbau. Planung und Ausführung erfolgten dann jedoch durch Balthasar Neumann.
  - Kloster Banz: Klostergebäude und Klosterkirche ab 1707. Fortsetzung der Bauarbeiten nach Leonhard Dientzenhofers Tod. Die Kirche zeigt v. a. in ihren komplexen Gewölben sehr starke Einflüsse Christoph Dientzenhofers, weshalb es möglich wäre, dass dieser direkt Pläne geliefert hat oder zumindest als Ideengeber hinter dem Konzept steht, das in Johanns Werk als Solitär ohne Bezüge bleibt.
  - Kloster Michelfeld
  - Kleinheubach: Schloss für die Fürsten Löwenstein-Wertheim (Bauleitung nach Plänen von Louis de la Fosse)
  - Litzendorf: Pfarrkirche St. Wenzeslaus (1715–1718)
  - Ebensfeld: Umbau und Barockisierung der Wallfahrtskapelle am Veitsberg (1718–1719)
  - Ullstadt: Schloss für die Freiherren von Frankenstein (1718–1725)
  - Würzburg: Die früher vermutete Entwurfstätigkeit zur Westfassade des Stifts Neumünster (1711–1716) ist nach neueren Forschungen in Frage zu stellen[2][3][4][5]

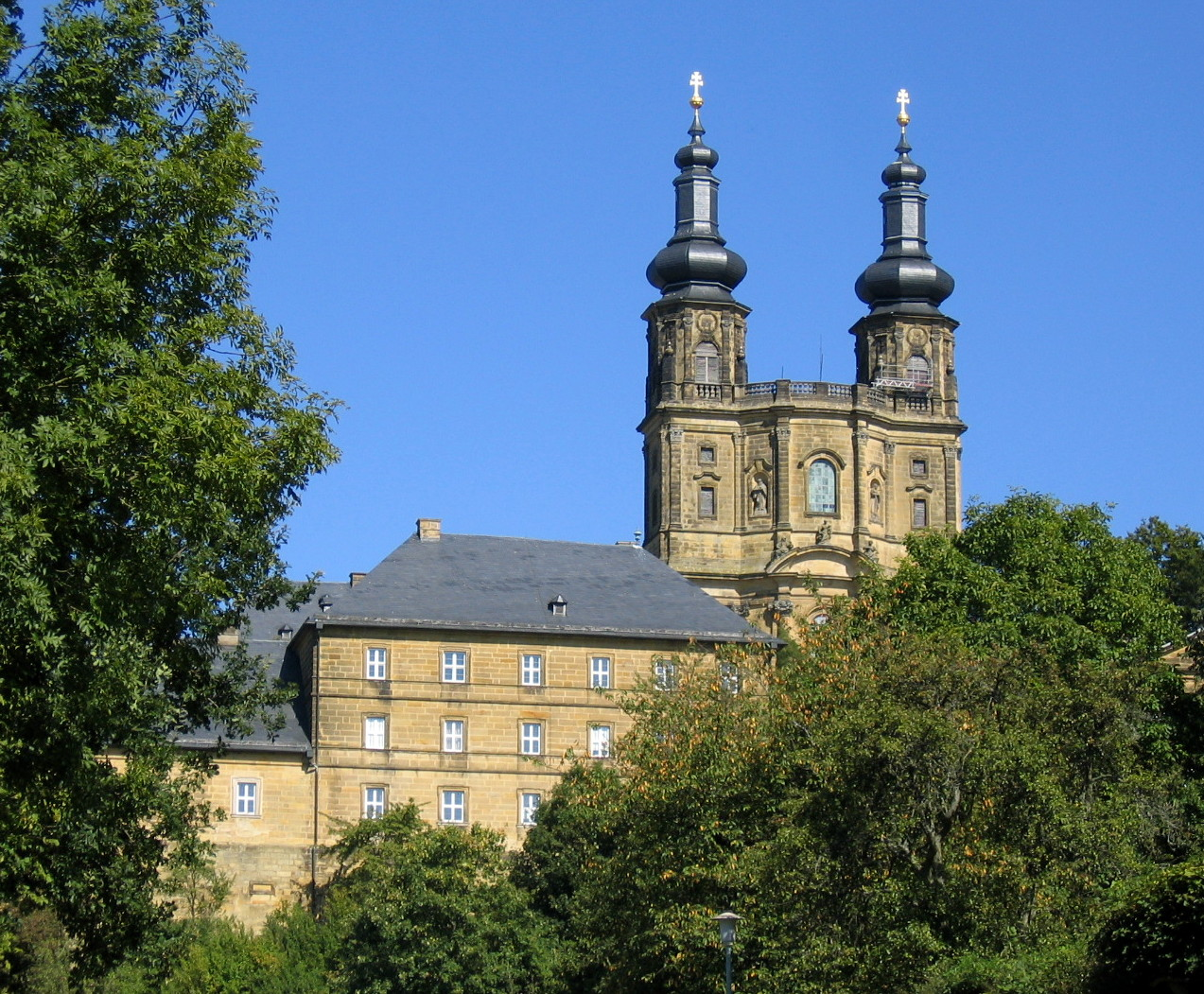
Kloster Banz
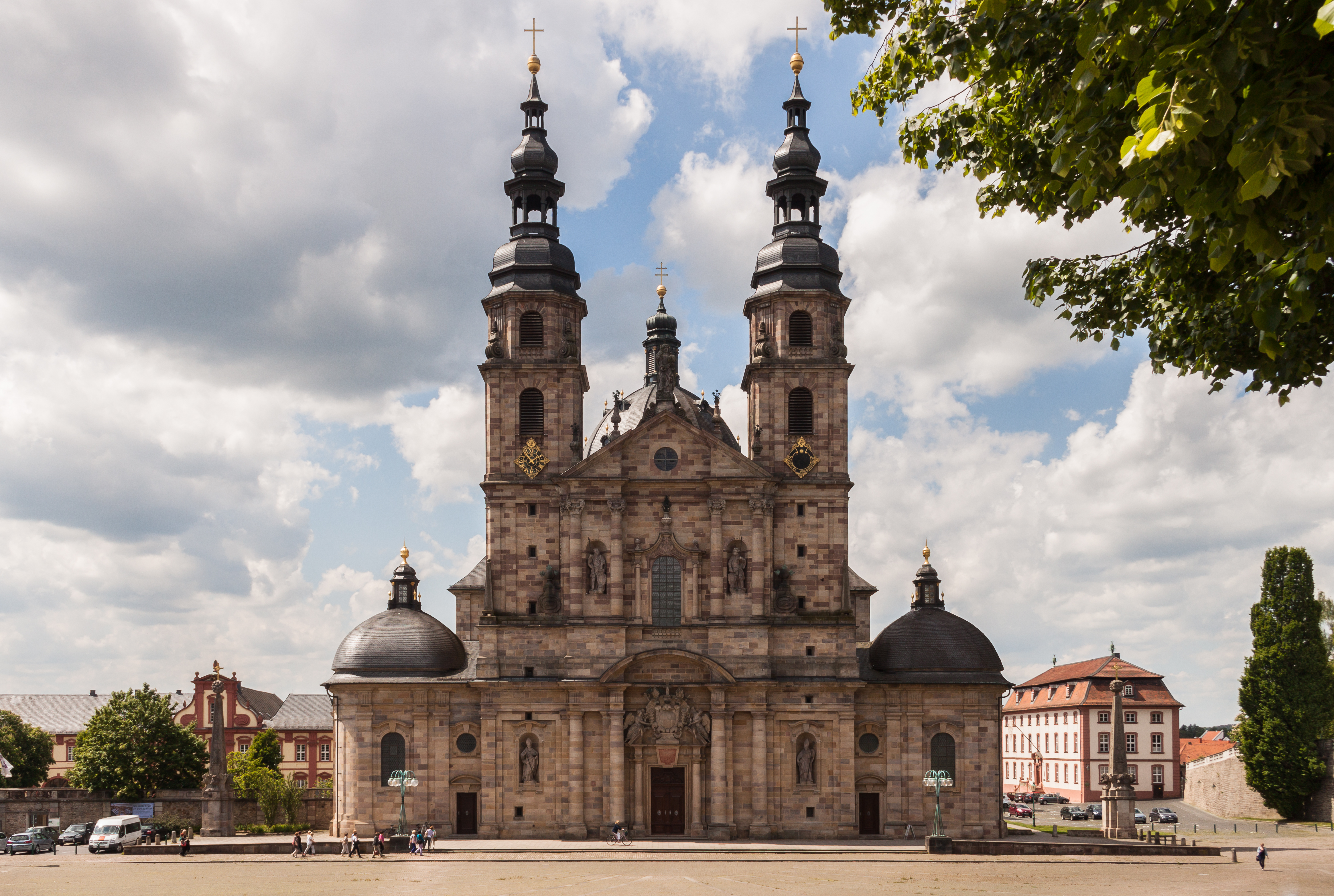
Fuldaer Dom
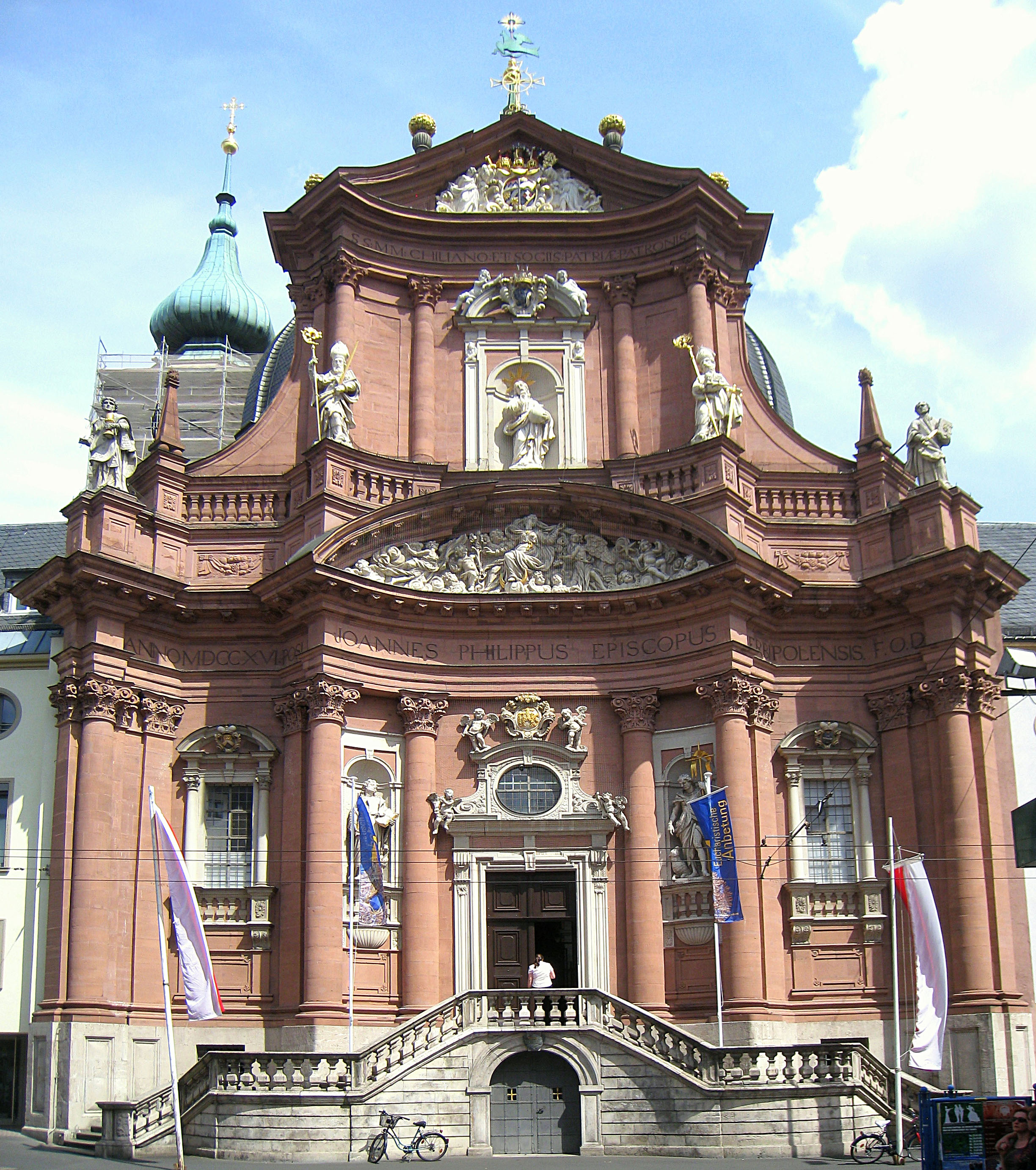
Barockfassade des Stifts Neumünster in Würzburg. Dientzenhofers Beteiligung ist umstritten, vgl. Literaturangabe zu Neumünster.
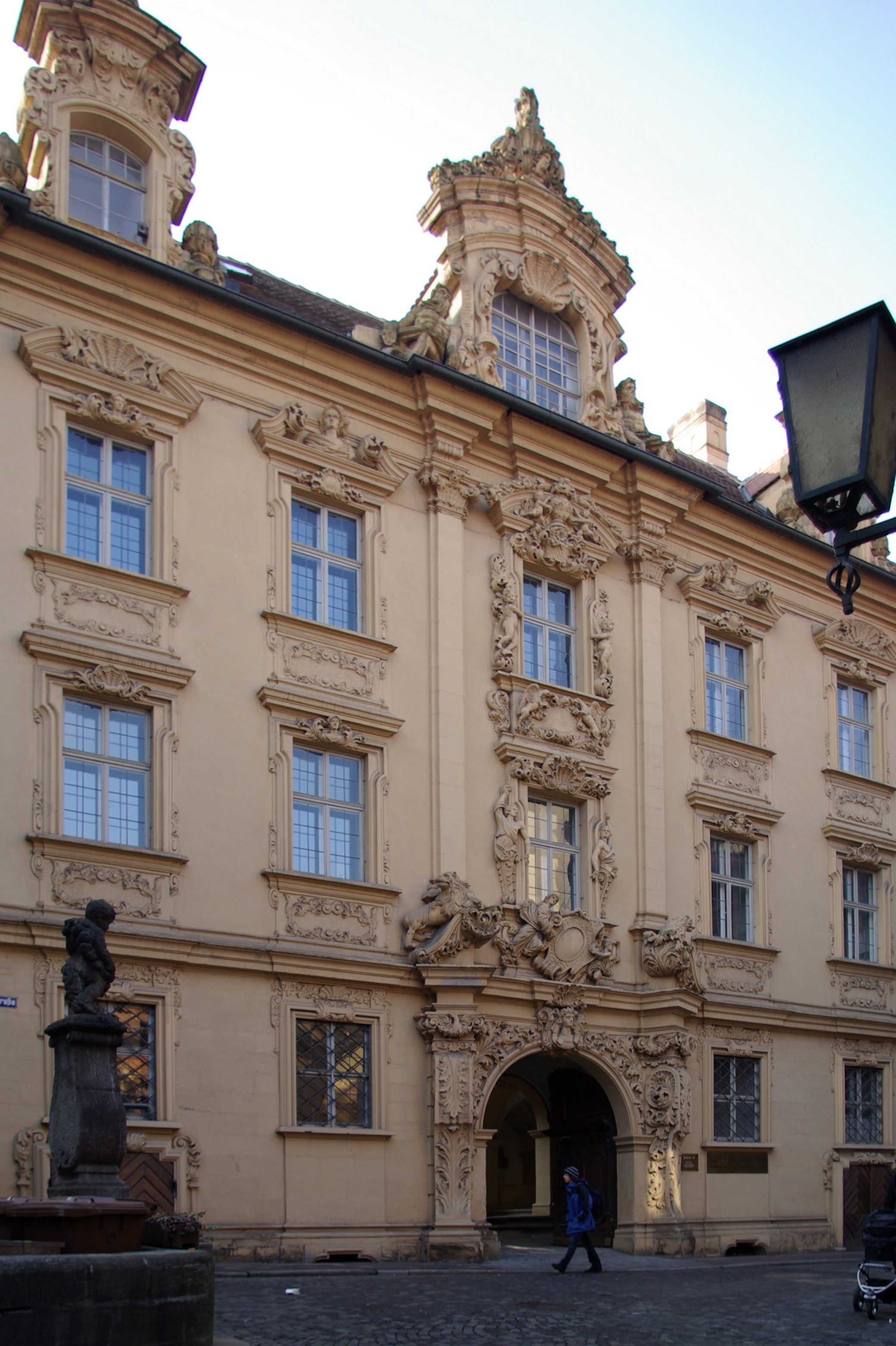
Böttingerhaus Bamberg. Dientzenhofers Beteiligung ist nicht gesichert und auch eher unwahrscheinlich. Die Dekoration der Fassade spricht eher für einen Stuckateur oder Bildhauer als Entwerfer. In Frage kämen Johann Jacob Vogel oder Johann Ammon.
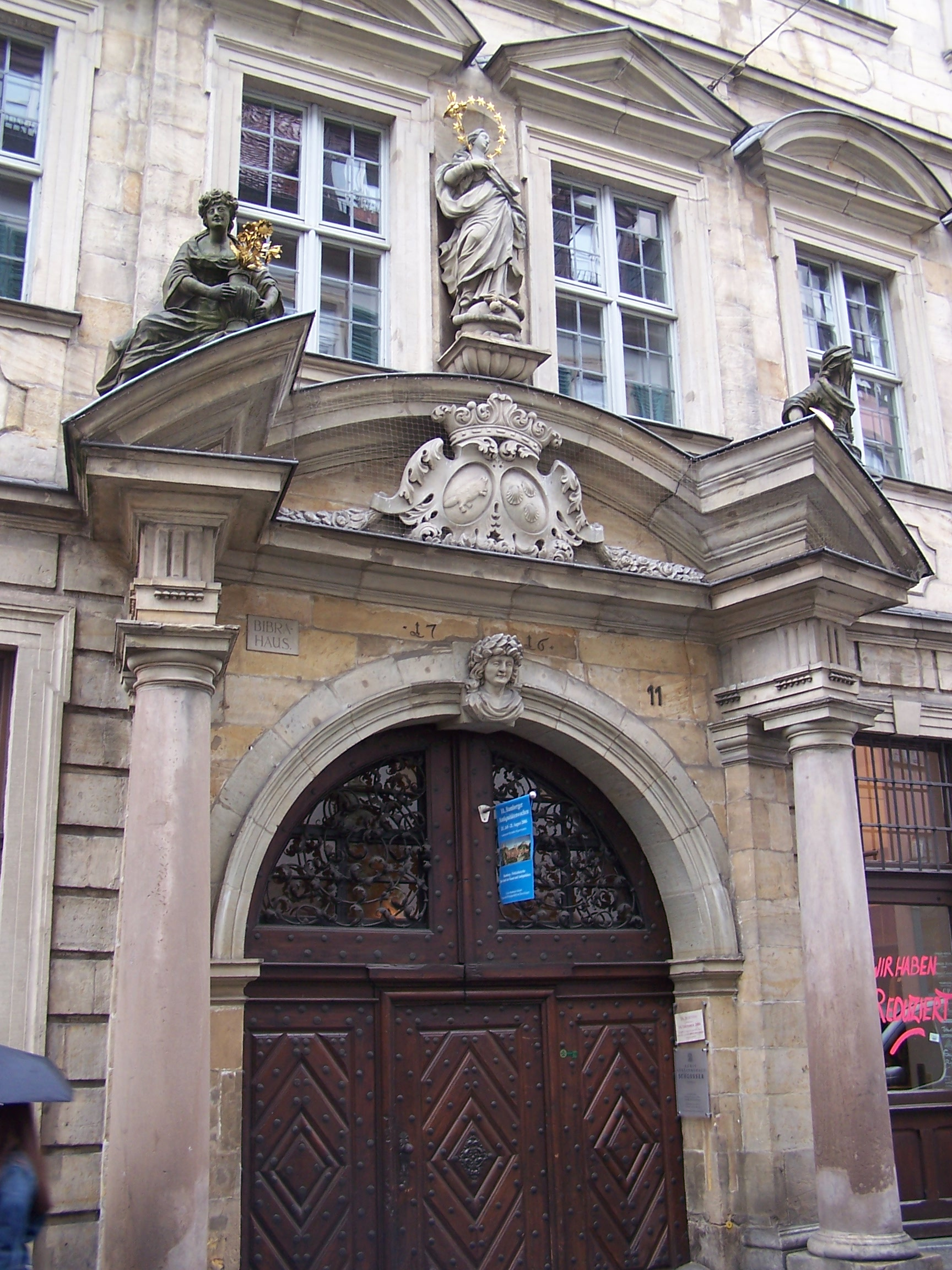
Bibra-Palais, Bamberg
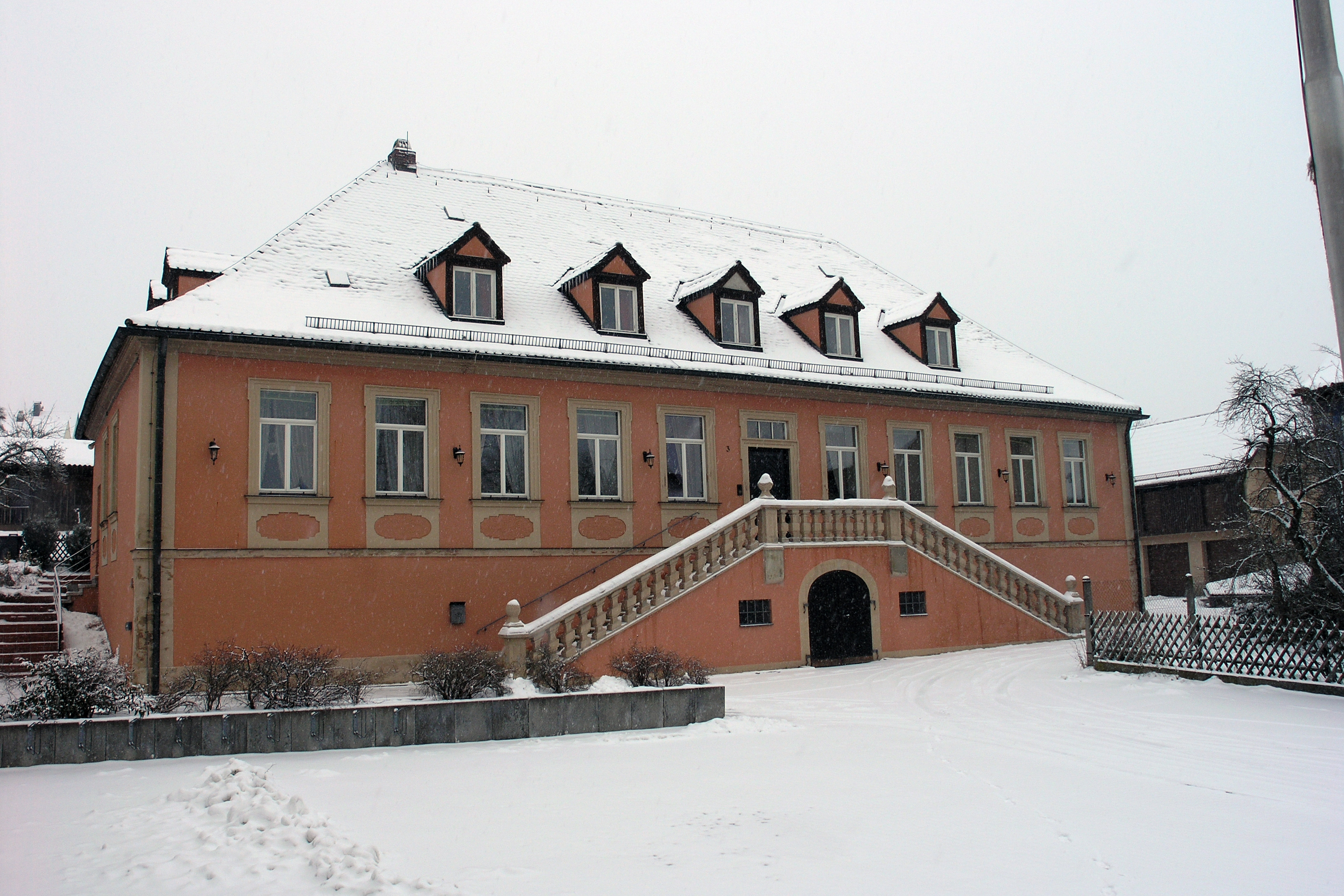
Böttingersches Landhaus in Stegaurach (1725)